# Калино (Чусовойски район)
Калино (на руски: Калино) е селище от градски тип в Русия, разположено в Чусовойски район, Пермски край. Населението му към 1 януари 2018 година е 2049 души.